# Буняківка
Буня́ківка —  село в Україні, у Решетилівській міській громаді Полтавського району Полтавської області. Населення становить 216 осіб. До 2020 орган місцевого самоврядування — Говтвянська сільська рада.

## Географія
Село Буняківка знаходиться на лівому березі річки Говтва, яка через 3 км впадає в річку Псел, вище за течією на відстані 2,5 км розташоване село Дружба, нижче за течією на відстані 2,5 км розташоване село Загребелля, на протилежному березі - село Говтва. Селом протікає пересихаючий струмок з загатою.

## Історичні події
30 червня 1920 року у Буняківці, яка належала тоді до Кобеляцького повіту, у штабі місцевого повстанського отамана Григорія Скирди відбулася нарада отаманів повстанських загонів Полтавщини під керівництвом голови Ради повстанських отаманів (кошового отамана) Івана Біленького. На нараді були присутні повстанські отамани Федір Мошенський, Овдієнко, Олександр Молчанов та "Чернота" (Костянтин Чаплін).
Учасники наради запропонували І.Біленькому приєднатися до кобеляцьких повстанців, але він відмовився, аргументуючи тим, що, в околицях Полтави легше роздобути зброю, а, повстанці мають там підтримку селян і працівників органів радянської влади.
12 червня 2020 року, відповідно до розпорядження Кабінету Міністрів України № 721-р «Про визначення адміністративних центрів та затвердження територій територіальних громад Полтавської області», село увійшло до складу Решетилівської міської громади.
19 липня 2020 року, в результаті адміністративно - територіальної реформи та ліквідації Козельщинського району, село увійшло до складу новоутвореного Полтавського району Полтавської області.

## Поклонний хрест в с.Буняківка

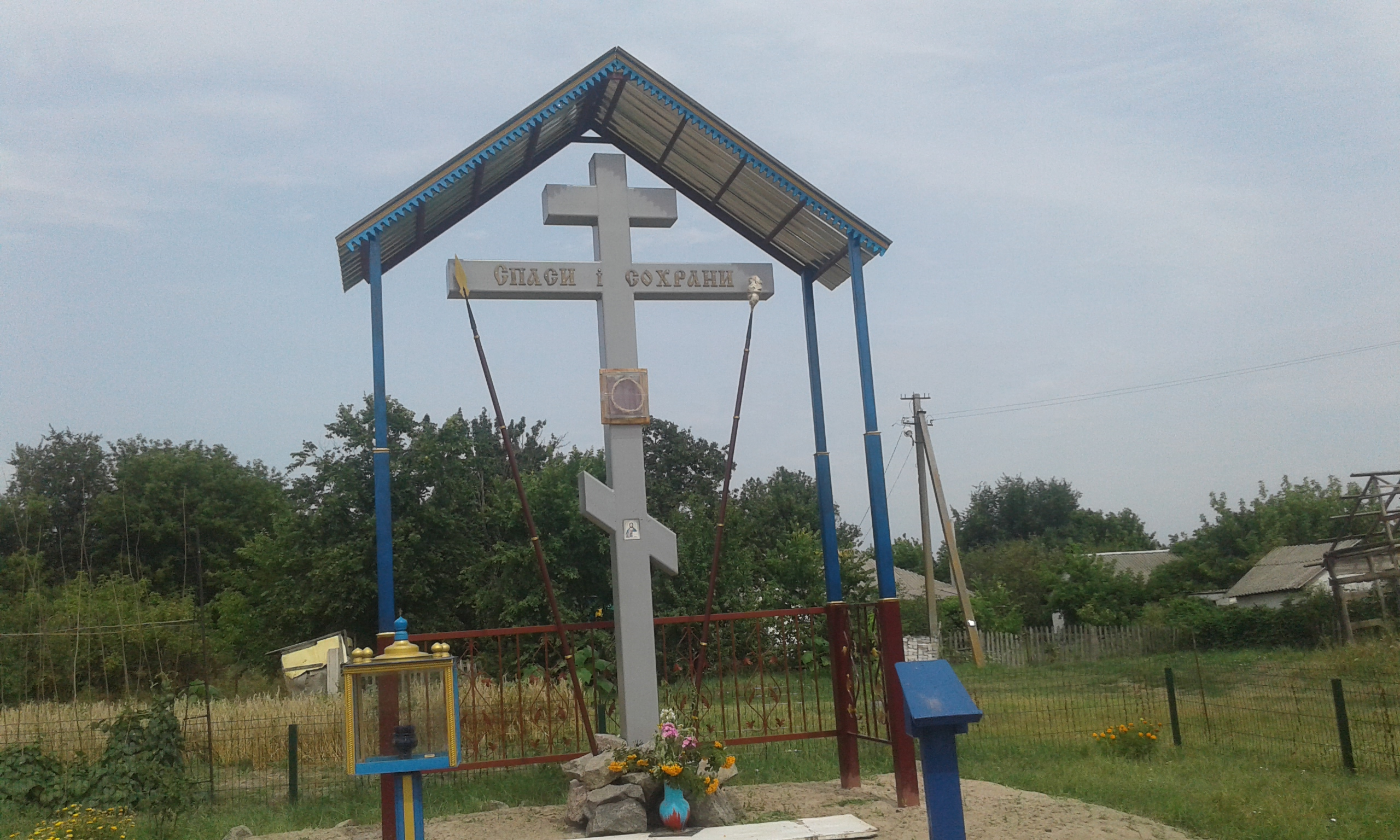
Поклонний Хрест

### Історія Церкви на цьому місті
Церква на честь Воздвиження Чесного Хреста Господнього у с. Буняківці Катеринославського намісництва (тепер Козельщинського району) була збудована у 1791 році коштом говтвянського сотника Миргородського полку, прем’єр-майора Володимира Федоровича Остроградського. У 1855 році її перебудовано, у 1867 — зведено дерев’яну дзвіницю, у 1911 — церкву і дзвіницю поставлено на мурований цоколь. Станом на 1912 рік існувала дерев’яна, холодна церква (Х.ц.), в одному зв’язку із дзвіницею.
У1890 Х. ц. володіла 25 дес. ружної землі, діяла церковнопарафіяльна школа. У 1895 році володіла церковним капіталом у сумі 1000 руб., 25 дес. ружної землі, діяли церковно-парафіяльна школа та школа грамоти у с. Мар’їне Поле. У 1902 році діяли церковна бібліотека, церковнопарафіяльна школа та три школи грамоти. У 1912 році мала 25 дес. ружної землі, три квартири для священника і псаломщиків, діяли дві церковно-парафіяльні школи та школа грамоти.
У 1895 році у складі парафії – 6 сіл та 9 хуторів, у яких налічувалося 3497 душ парафіян обох статей. У 1902 році до парафії належали села Буняківка, Григорівка, Мар’їне Поле, Перепелицине, Тесленкове, Хорошманова, Шамраївка, та хутори Дяченків, Єрмолин, Заголтва, Заїченків, Коржівка, Сухенків, Пирогів, службу відвідувало 3714 душ парафіян обох статей. У 1912 році у парафії – 10 н. п., 3776 душ різних станів.
25.08.1922 органами радянської влади було зареєстровано статут і списки членів релігійної громади. Подальша доля громади та церкви не встановлена.
Зі священників відомі: Петро Олексійович Ігнатович (1890), Костянтин Прохорович Сулятицький (1895), Пилип Андрійович Хитровський (1902), Федір Дмитрович Легейда (1912); із дияконів: Стефан Павлович Лук’янов (1895), Микола Іванович Яновський (1902), Макар Іванович Підгаєвський (1912); із псаломщиків: Стефан Павлович Лук’янов (1890), Федір Іванович Чмілевський (1890, 1895, позаштатний 1902), Микола Федорович Куницький (1902), Григорій Матвійович Лисенко (1912); із церковних старост: козак Федот Дмитрович Пільчук (1902), козак Стефан Петрович Сухенко (1912).